# Verzorgingsplaats De Abt
Verzorgingsplaats De Abt is een Nederlandse verzorgingsplaats langs de A6 Muiderberg-Joure tussen afritten 12 en 13 ter hoogte van het Ketelmeer, net na het passeren van de Ketelbrug in het zuiden van de gemeente Noordoostpolder.
Een abt is een leider of hoofd van een abdij. Achter de verzorgingsplaats loopt de Abtsweg.
Bij de verzorgingsplaats ligt een tankstation van Esso. In 2012 werden middels een veiling de huurrechten van het pompstation verkocht.
Richting Joure:
Lepelaar · 
Oeverwal · 
De Abt · 
Wellerzand · 
De Lanen
Richting Muiderberg:
De Wiel · 
Lemsterhop · 
Han Stijkel · 
Rivierduin · 
Aalscholver